# Carrozzeria Ala d’Oro
Die Carrozzeria Ala d’Oro war ein kurzlebiger italienischer Hersteller von Automobilkarosserien, der nach dem Ende des Zweiten Weltkriegs vor allem durch Aufbauten für Sportwagen bekannt wurde. Das Unternehmen war eng mit dem Flugzeughersteller Officine Meccaniche Reggiane (OMR) verbunden.

## Unternehmensgeschichte
Die Carrozzeria Ala d’Oro entstand 1947. Sie hatte ihren Ursprung in dem 1901 gegründeten Flugzeughersteller Reggiane, der vor dem und im Zweiten Weltkrieg erfolgreiche Kampfflugzeuge gebaut hatte. Reggiane war nach der Niederlage Italiens 1943 von den Siegermächten mit einem Betätigungsverbot im Luftfahrtsegment belegt worden. Um die Expertise und das Fachpersonal aus dem Flugzeugbau zu halten, gründete Reggiane 1947 auf Initiative des Flugzeugpiloten und Rennfahrers Franco Bertani einen Betrieb zur Herstellung von Automobilkarosserien, der als Ala d’Oro (deutsch: goldener Flügel) firmierte. Mit diesem Begriff sollte auf den Ursprung des Unternehmens im Flugzeugbau angespielt werden.
Die Carrozzeria Ala d’Oro war in Reggianes Werkshallen in Reggio nell’Emilia untergebracht. Bertani trat als Inhaber auf. Zahlreiche Mitarbeiter wurden von Reggiane übernommen, unter ihnen der Ingenieur Aurelio Lampredi sowie Handwerker, die besondere Fähigkeiten in der Verarbeitung von Aluminiumblechen hatten.
Ala d’Oro war nur drei Jahre lang aktiv. Zum Ende des Jahrzehnts ging das Mutterunternehmen Reggiane zum Bau von Eisenbahnwagen über. Dieser Bereich ersetzte die Flugzeugproduktion vollständig und war zunehmend erfolgreich. Um dem Personalbedarf gerecht zu werden, holte Reggiane nach und nach die Handwerker von Ala d’Oro zurück, sodass Ala d’Oro 1949 den Karosseriebau einstellen musste.
Der Name Carrozzeria Ala d’Oro wird seit 1973 von einer Reparaturwerkstatt in Turin genutzt. Beziehungen zu Franco Bertanis Betrieb gibt es nicht.

## Fahrzeuge mit Ala-d’Oro-Karosserien

### Nutzfahrzeuge
Ein Schwerpunkt der Tätigkeit Ala d’Oros war der Rück- und Umbau von Militärfahrzeugen in zivil bzw. gewerblich nutzbare Wagen. Das war in der unmittelbaren Nachkriegszeit ein weit verbreitetes Geschäftsmodell in Italien, mit dem unter anderem auch Ferruccio Lamborghini den Grundstein für sein Unternehmen Lamborghini Trattori legte.

### Sportwagen
Neben dem (Um-)Bau von Nutzfahrzeugen beschäftigte sich Franco Bertanis Betrieb auch mit dem Bau von Sportwagenkarosserien, der allerdings nur einen geringen Teil des Produktionsumfangs ausmachte. Typisch für die Ala-d’Oro-Karosserien waren glatte Wagenflanken im Pontonstil sowie ein vorn und hinten abfallendes Profil, das an einen Flugzeugflügel erinnerte. Ala d’Oros Aufbauten galten als aerodynamisch fortschrittlich.

#### Stanguellini

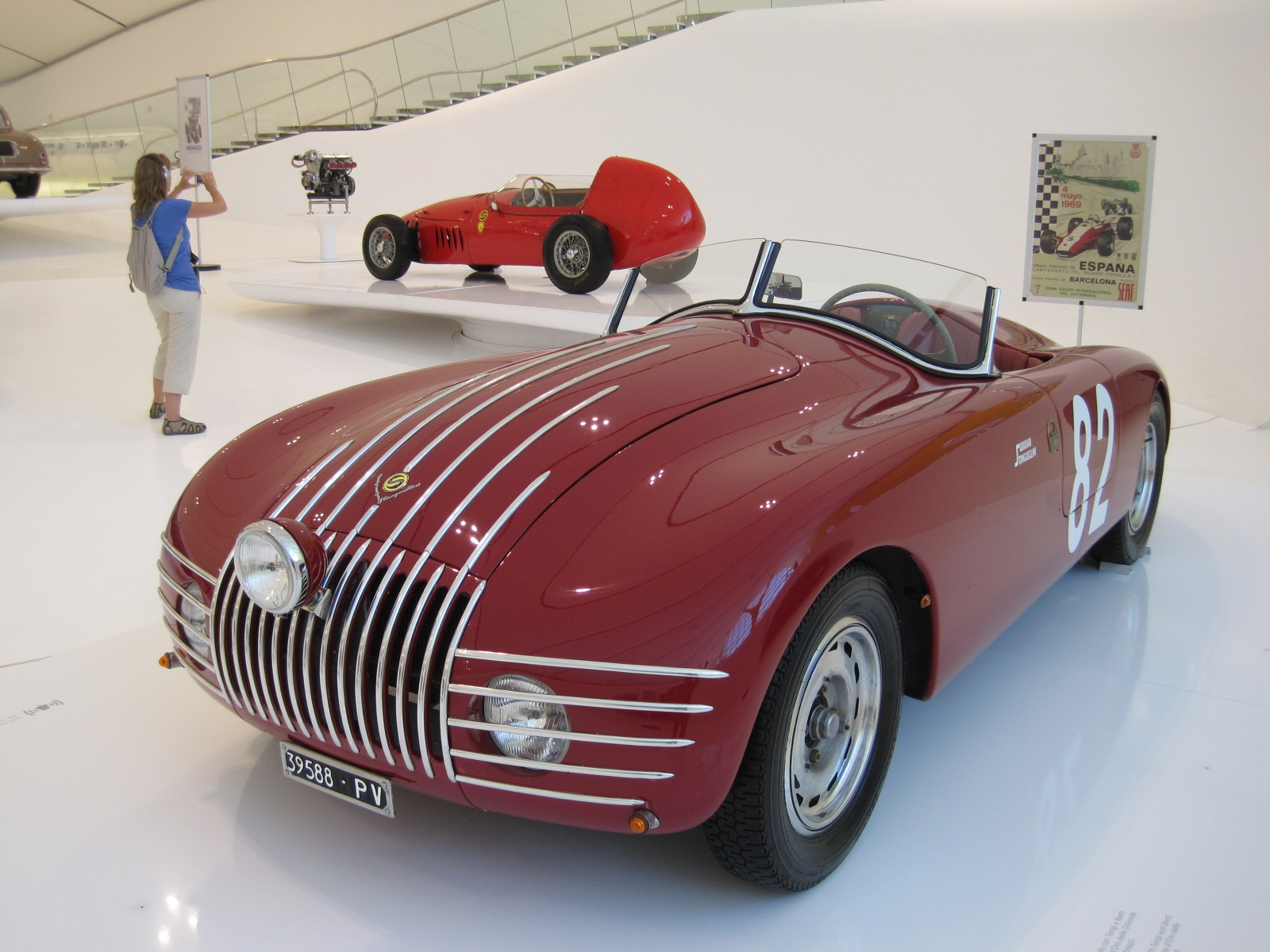
Stanguellini 1100 Sport Barchetta (1947)

Unmittelbar nach Betriebsaufnahme stellte Franco Bertani den Kontakt zum Rennwagenhersteller Stanguellini her, für dessen Werksteam er in der Vorkriegszeit zahlreiche Rennen bestritten hatte. Stanguellini hatte 1947 den Sportwagen 1100 Sport auf den Markt gebracht, dessen Antriebs- und Fahrwerkstechnik vom zeitgenössischen Fiat 1100 abgeleitet war. Die 1100-Sport-Modelle erhielten in den folgenden Jahren in erster Linie Karosserien von Bertone, Pininfarina und Motto. Mindestens zwei Autos wurden aber auch von Ala d’Oro eingekleidet:
- Ein Chassis erhielt eine Barchetta-Karosserie mit glatten Wagenflanken, auffälligen senkrechten und waagerechten Chromstreben an der Frontpartie und einem dritten Scheinwerfer, der in der Wagenmitte angeordnet ist.[8]
- Der 1100 Sport Berlinetta hat den gleichen Karosseriekörper, aber ein festes Dach mit einem vierteiligen Heckfenster.[9]

#### Maserati
1947 stattete Ala d’Oro eines der ersten Chassis von Maseratis Baureihe A6GCS (Fahrgestellnummer 2003) im Werksauftrag mit einer geschlossenen Berlinetta-Karosserie aus. Der Aufbau war als Fließheckcoupé mit glatten Wagenflanken gestaltet. Die breite, voll verkleidete B-Säule ging ohne Brüche in die hinteren Kotflügel über. Die A-Säule stand außergewöhnlich steil; die Windschutzscheibe war durch einen Mittelsteg zweigeteilt. Die Türen waren klein, Gleiches gilt für die seitlichen Fenster. Die Scheinwerfer sind in die Frontmaske eingelassen.
Maseratis Werksteam nahm mit diesem Auto und den Fahrern Luigi Villoresi und Guerino Bertocchi im Mai 1947 an der Mille Miglia teil (Startnummer 222). Das noch nicht ausgereifte Auto fiel vor Rennende aus.
Nach diesem Rennen erhielt das Chassis eine neue, offene Karosserie, die ein privater Kunde in Auftrag gegeben hatte. Die Ala-d’Oro-Karosserie wurde 1949 zerstört.

#### Ermini
Für den Florentiner Rennwagenhersteller Ermini stellte Ala d’Oro 1948 eine Barchetta her, die auf einem Fiat-1100-Fahrgestell basierte und einen von Ermini überarbeiteten Fiat-Motor hatte. Das Auto mit der Fahrgestellnummer 214184 erhielt eine flache Karosserie im Pontonstil mit einer waagerechten Gürtellinie und rund abfallenden Front- und Heckpartien. Wie bei Ala d’Oro üblich, waren die Scheinwerfer weit unten in die Frontmaske eingelassen. Die Kühlluftöffnung hatte eine ovale Form und war vergittert. Pasquale Ermini startete mit dem Wagen bei der Mille Miglia 1948. Er kam nicht ins Ziel; bei einem Unfall wurde der Wagen stark beschädigt. Emini verkaufte den Unfallwagen an Camillo Rossi, der die Carrozzeria Mariani mit der Reparatur des Aufbaus beauftragte. Mariani gestaltete eine neue Frontpartie mit eckigem Kühllufteinlass und einer Wölbung über den Hinterrädern, die die ansonsten waagerechte Gürtellinie unterbrach. Mit diesem Auto nahm Rossi 1949 an der ersten Auflage der Coppa della Toscana teil. Der Wagen existiert noch. Er hat weiterhin die Mariani-Karosserie.

#### Fiat
Ala d’Oro baute darüber hinaus einen Rennwagen, der werksseitig unter eigenem Namen eingesetzt werden sollte. Das Auto hatte ein Fahrgestell vom Fiat 500 und einen getunten Motor aus dem Fiat 1100. Ein sportlicher Erfolg blieb allerdings aus. Ala d’Oro verkaufte den Karosserieentwurf daraufhin an andere kleine Rennwagenhersteller wie Giannini, die ihre Wagen mit diesen Aufbauten teilweise für den Einsatz in der 750-cm³-Klasse vorbereiteten.